# Castelo de Chandioux

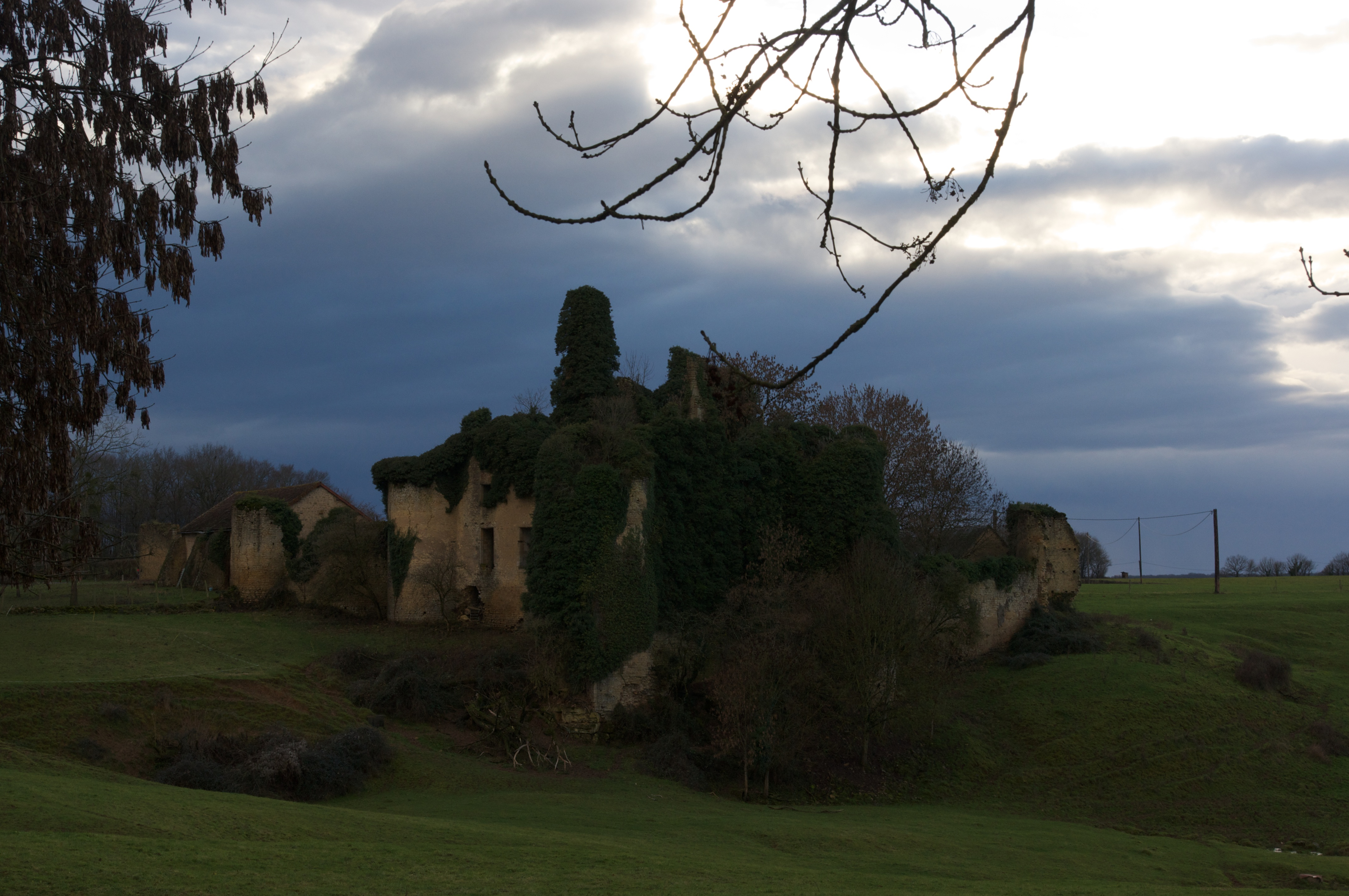
Château de Chandioux

O Château de Chandioux é um castelo em ruínas na comuna de Maux, no departamento de Nièvre, na França.
O castelo foi construído no século XIV e remodelado nos séculos XV e XVI. Segundo Victor Moreau, uma janela que está agora escondida pela vegetação tem a data de 1585. Está classificado desde 1970 como monumento histórico pelo Ministério da Cultura da França.
Segundo M. Colas, por volta de 1786, Jacques de la Ferté-Meun demoliu parcialmente o castelo para construir o Château de Solières no cantão de Château-Chinon na aldeia de Saint-Péreuse.